# Excitable Boy
| Recensione              | Giudizio     |
| ----------------------- | ------------ |
| AllMusic                | [ 1 ]        |
| Robert Christgau        | A-           |
| Sputnikmusic            | 4.5 (Superb) |
| Piero Scaruffi          | [ 4 ]        |
| Dizionario del Pop-Rock | [ 5 ]        |
| 24.000 dischi           | [ 6 ]        |

Excitable Boy è il terzo album di Warren Zevon, pubblicato dalla Asylum Records nel gennaio del 1978.

## Tracce
Lato A
1. Johnny Strikes Up the Band – 2:49 (Warren Zevon)
2. Roland the Headless Thompson Gunner – 3:47 (David Lindell, Warren Zevon)
3. Excitable Boy – 2:40 (LeRoy P. Marinell, Warren Zevon)
4. Werewolves of London – 3:27 (LeRoy P. Marinell, Waddy Wachtel, Warren Zevon)
5. Accidentally Like a Martyr – 3:37 (Warren Zevon)

Lato B
1. Nighttime in the Switching Yard – 4:15 (Jorge Calderón, David Lindell, Waddy Wachtel, Warren Zevon)
2. Veracruz – 3:30 (Jorge Calderón, Warren Zevon)
3. Tenderness on the Block – 3:55 (Jackson Browne, Warren Zevon)
4. Lawyers, Guns and Money – 3:29 (Warren Zevon)

Edizione CD del 2007, pubblicato dalla Rhino Records (R2 101778)
1. Johnny Strikes Up the Band – 2:53 (Warren Zevon)
2. Roland the Headless Thompson Gunner – 3:49 (David Lindell, Warren Zevon)
3. Excitable Boy – 2:43 (LeRoy P. Marinell, Warren Zevon)
4. Werewolves of London – 3:31 (LeRoy P. Marinell, Waddy Wachtel, Warren Zevon)
5. Accidentally Like a Martyr – 3:44 (Warren Zevon)
6. Nighttime in the Switching Yard – 4:19 (Jorge Calderón, David Lindell, Waddy Wachtel, Warren Zevon)
7. Veracruz – 3:34 (Jorge Calderón, Warren Zevon)
8. Tenderness on the Block – 3:58 (Jackson Browne, Warren Zevon)
9. Lawyers, Guns and Money – 3:58 (Warren Zevon)
10. I Need a Truck – 0:50 (Warren Zevon) – Bonus Track - Outtake
11. Werewolves of London – 3:41 (LeRoy P. Marinell, Waddy Wachtel, Warren Zevon) – Bonus Track - Alternate Version
12. Tule's Blues – 3:13 (Warren Zevon) – Bonus Track - Solo Piano Version
13. Frozen Notes – 1:59 (Warren Zevon) – Bonus Track - Strings Version

## Musicisti
Johnny Strikes Up the Band
- Warren Zevon - voce, pianoforte
- Waddy Wachtel - chitarre, armonie vocali
- Leland Sklar - basso
- Russell Kunkel - batteria
- Danny Kortchmar - percussioni

Roland the Headless Thompson Gunner
- Warren Zevon - voce, pianoforte, organo
- Waddy Wachtel - chitarra
- Bob Glaub - basso
- Russell Kunkel - batteria
- The Gentlemen Boys - armonie vocali, cori

Excitable Boy
- Warren Zevon - voce, pianoforte
- Waddy Wachtel - chitarra, armonie vocali
- Jim Horn - sassofono
- Bob Glaub - basso
- Russell Kunkel - batteria
- Linda Ronstadt - armonie vocali
- Jennifer Warnes - armonie vocali

Werewolves of London
- Warren Zevon - voce, pianoforte
- Waddy Wachtel - chitarre
- John McVie - basso
- Mick Fleetwood - batteria

Accidentally Like a Martyr
- Warren Zevon - voce, pianoforte
- Waddy Wachtel - chitarra
- Leland Sklar - basso
- Russell Kunkel - batteria
- Karla Bonoff and The Gentlemen Boys - armonie vocali

Nighttime in the Switching Yard
- Warren Zevon - voce, sintetizzatore
- Waddy Wachtel - chitarra (canale destro), chitarra solista, sintetizzatore
- Danny Kortchmar - chitarra (canale sinistro)
- Bob Glaub - basso
- Jeff Porcaro - batteria
- Greg Ladanyi - campane
- The Gentlemen Boys - armonie vocali

Veracruz
- Warren Zevon - voce, pianoforte
- Jorge Calderón - armonie vocali, voce (spagnolo)
- Waddy Wachtel - chitarra
- Arthur Gerst - arpa messicana
- Luis Damian - jarana
- Manuel Vasquez - requinto jarocho
- Jim Horn - recorders
- Kenny Edwards - basso
- Rick Marotta - batteria

Tenderness on the Block
- Warren Zevon - voce, pianoforte
- Waddy Wachtel - chitarre
- Kenny Edwards - basso
- Rick Marotta - batteria
- The Gentlemen Boys - armonie vocali

Lawyers, Guns and Money
- Warren Zevon - voce, pianoforte
- Waddy Wachtel - chitarre
- Kenny Edwards - basso
- Rick Marotta - batteria

Note aggiuntive
- Jackson Browne e Waddy Wachtel - produttori
- Registrazioni effettuate al The Sound Factory di Los Angeles, California
- Greg Ladanyi e Dennis Kirk - ingegneri delle registrazioni e del mixaggio
- George Ybarra e Serge Reyes - assistenti ingegneri delle registrazioni
- Jimmy Wachtel - design album, fotografie
- Willy on the Plate fotografia di Lorrie Sullivan e preparata da Crystal Zevon
- I The Gentlemen Boys sono: Jackson Browne, Jorge Calderón, Kenny Edwards, John David Souther e Waddy Wachtel
- Ringraziamento speciale a: Burt Stein[9]